# Max Bird
Max Andrew Bird (Burton upon Trent, 18 settembre 2000) è un calciatore inglese, centrocampista del Bristol City.

## Caratteristiche tecniche
È un centrocampista difensivo abile nell'impostare l'azione dalle retrovie cercando la verticalizzazione.

## Carriera
Cresciuto nel settore giovanile del Derby County, debutta in prima squadra il 12 settembre 2017 in occasione dell'incontro di Coppa di lega perso 3-2 contro il Barnsley; pochi giorni dopo firma il suo primo contratto professionistico con il club bianconero.
Il 1º dicembre 2018 gioca il suo primo incontro di Championship, entrando in campo nei minuti di recupero della sfida casalinga vinta 2-1 contro lo Swansea City; a partire da inizio 2019 viene aggregato in pianta stabile alla prima squadra.
Il 17 settembre 2020 rinnova il proprio contratto fino al 2024.
Nel 2024 viene ceduto al Bristol City, in seconda divisione.

## Statistiche
Statistiche aggiornate al 6 marzo 2021.

### Presenze e reti nei club
| Stagione        | Squadra         | Campionato      | Campionato | Campionato | Coppe nazionali | Coppe nazionali | Coppe nazionali | Coppe continentali | Coppe continentali | Coppe continentali | Altre coppe | Altre coppe | Altre coppe | Totale | Totale | Totale |
| Stagione        | Squadra         | Comp            | Pres       | Reti       | Comp            | Pres            | Reti            | Comp               | Pres               | Reti               | Comp        | Pres        | Reti        | Pres   | Reti   |        |
| --------------- | --------------- | --------------- | ---------- | ---------- | --------------- | --------------- | --------------- | ------------------ | ------------------ | ------------------ | ----------- | ----------- | ----------- | ------ | ------ | ------ |
| 2017-2018       | Derby County    | FLC             | 0          | 0          | FACup+CdL       | 0+1             | 0               |                    | -                  | -                  |             | -           | -           | 1      | 0      |        |
| 2018-2019       | Derby County    | FLC             | 4          | 0          | FACup+CdL       | 2+2             | 0               |                    | -                  | -                  |             | -           | -           | 8      | 0      |        |
| 2019-2020       | Derby County    | FLC             | 22         | 0          | FACup+CdL       | 3+2             | 0               |                    | -                  | -                  |             | -           | -           | 27     | 0      |        |
| 2020-2021       | Derby County    | FLC             | 24         | 0          | FACup+CdL       | 0+1             | 0               |                    | -                  | -                  |             | -           | -           | 25     | 0      |        |
| Totale carriera | Totale carriera | Totale carriera | 50         | 0          |                 | 11              | 0               |                    | -                  | -                  |             | -           | -           | 61     | 0      |        |